# Орден Золотого орла
О́рден Золото́го орла́ (каз. Алтын Қыран ордені) — знак высшей степени отличия Республики Казахстан. Этим орденом награждаются граждане за исключительные государственные заслуги перед Республикой Казахстан.
Кандидатуры для награждения орденом «Алтын Кыран» определяются Президентом Казахстана.
Президент Республики Казахстан по должности становится кавалером ордена Золотого орла особого образца.

## Описание
Инсигнии ордена состоят из знака на орденской цепи и звезды.
Знак ордена выполнен из золота в виде усечённой пятиконечной звезды с закруглёнными концами, покрытыми голубой эмалью с золотым бортиком, который у основания заканчивается орнаментальным элементом. Между лучей звезды расходятся веерообразные штралы, в центральной части которых закреплено по четыре бриллианта. В центре знака, в круге, обрамлённом зернью из белого золота, на фоне синей эмали изображён золотой орёл. Внизу, по кругу на фоне ленты красной эмали золотыми буквами надпись «АЛТЫН ҚЫРАН». Над орлом по окружности закреплено три рубина на фоне геометрического узора.
Знак ордена крепится при помощи ушка к сдвоенной орденской церии чрез подвеску, представляющую собой элемент Государственного флага Казахстана — стилизованное солнце с орлом, и соединяется сдвоенными цепочками с семнадцатью чередующимися звеньями с изображением герба Казахстана.
С левой и правой стороны от подвески на обратной стороне звена имеется игла с визорным замком для крепления цепи к одежде.
Звезда ордена большего размера и визуально повторяет знак, за исключением эмали покрывающей лучи звезды и бриллиантов на штралах. Лучи звезды гранёные.
При учреждении ордена инсигнии не включали в себя звезду и орденскую цепь, а знак ордена крепился к фигурной колодке, на которой с помощью крепёжной пластины была натянута шёлковая муаровая лента цвета Государственного флага с красной полоской по центру. В результате орденской реформы 1999 года орден принял современный вид.
Для повседневного ношения имеется миниатюра ордена в виде небольшой орденской звезды, подвешенной к ленте орденских цветов.

### Специальная степень ордена

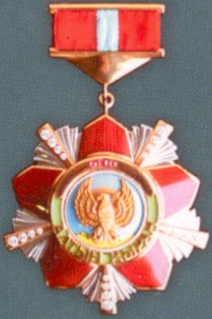
Специальная степень ордена

Знак представляет собой подвес, выполненный из сплавов золота 585 и 750 пробы белого, красного и жёлтого цветов, скреплённый соединительным звеном с орденской колодкой, на оборотной стороне которой имеется крепление в виде булавки со сложным замком. Орден выполнен в форме усечённой звезды, лучи которой покрыты красной эмалью, с расходящимися между лучами веерообразными штралами (выполнены из сплавов золота белого цвета), в центральных частях которых (из накладок золота красного цвета) закреплены по 4 бриллианта. В центре ордена, в круге, обрамленном зернью из белого золота, изображён стилизованный золотой орёл с веерообразными крыльями на фоне восходящего солнца (фон покрыт горячей эмалью синего цвета). Внизу, под орлом, по кругу на ленте зелёной эмали надпись «АЛТЫН ҚЫРАН». Над орлом по кругу закреплены три рубина.
На колодке с помощью крепёжной пластины натянута шёлковая муаровая лента красного цвета, по центру - лента цвета Государственного флага Республики Казахстан.

## Награждённые
Орденом Золотого орла награждены:
1. Борис Ельцин — президент Российской Федерации (27 февраля 1997 года)
2. Ислам Каримов — президент Узбекистана (2 июня 1997 года)
3. Леонид Кучма — президент Украины (7 сентября 1999 года, № 210) [1]
4. Цзян Цзэминь — Председатель Китайской Народной Республики (19 ноября 1999 года, № 265) [2]
5. Елизавета II — королева Великобритании и Северной Ирландии (2000 год)
6. Герхард Шрёдер — канцлер Германии (5 декабря 2003 года, № 1244) [3]
7. Владимир Путин — президент Российской Федерации (8 января 2004 года, № 1274) [4]
8. Мухамед Хосни Мубарак — президент Египта (13 мая 2008 года, № 588) [5]
9. Акихито — император Японии (30 мая 2008 года, № 605) [6]
10. Халифа ибн Зайд аль-Нахайян — шейх, президент Объединённых Арабских Эмиратов (20 февраля 2009 года, № 745) [7]
11. Тарья Халонен — президент Финляндии (2009 год) [8]
12. Ли Мён Бак — президент Республики Корея (4 мая 2009 года, № 798) [9]
13. Николя Саркози — президент Французской Республики (5 октября 2009 года, № 876) [10][11]
14. Абдулла Гюль — президент Турции (2012 год)
15. Реджеп Эрдоган — премьер-министр Турции (2012 год) [12]
16. Хуан Карлос I — король Испании (1 февраля 2013 года, № 492) [13][14]
17. Гурбангалы Бердымухамедов — президент Туркменистана (2022 год) [15]
18. Салман ибн Абдул-Азиз Аль Сауд — король Саудовской Аравии (2022 год) [16]
19. Ильхам Алиев — президент Азербайджанской Республики (23 августа 2022 года, № 989) [17][18]
20. Си Цзиньпин — председатель Китайской Народной Республики (14 сентября 2022 года, № 1010) [19]
21. Тамим бин Хамад Аль Тани — шейх, Эмир Государства Катар (11 октября 2022 года, № 1041) [20]
22. Эмомали Рахмон — президент Республики Таджикистан (2 мая 2023 года, № 205) [21]
23. Шавкат Мирзиёев — президент Узбекистана (8 августа 2024 года) [22]
24. Абдалла II ибн Хусейн — король Иордании (19 февраля 2025) [23]

## Орденская монета
В 2006 году Национальным банком Республики Казахстан были выпущены в обращение коллекционные памятные монеты с изображением знака и звезды ордена Золотого орла.

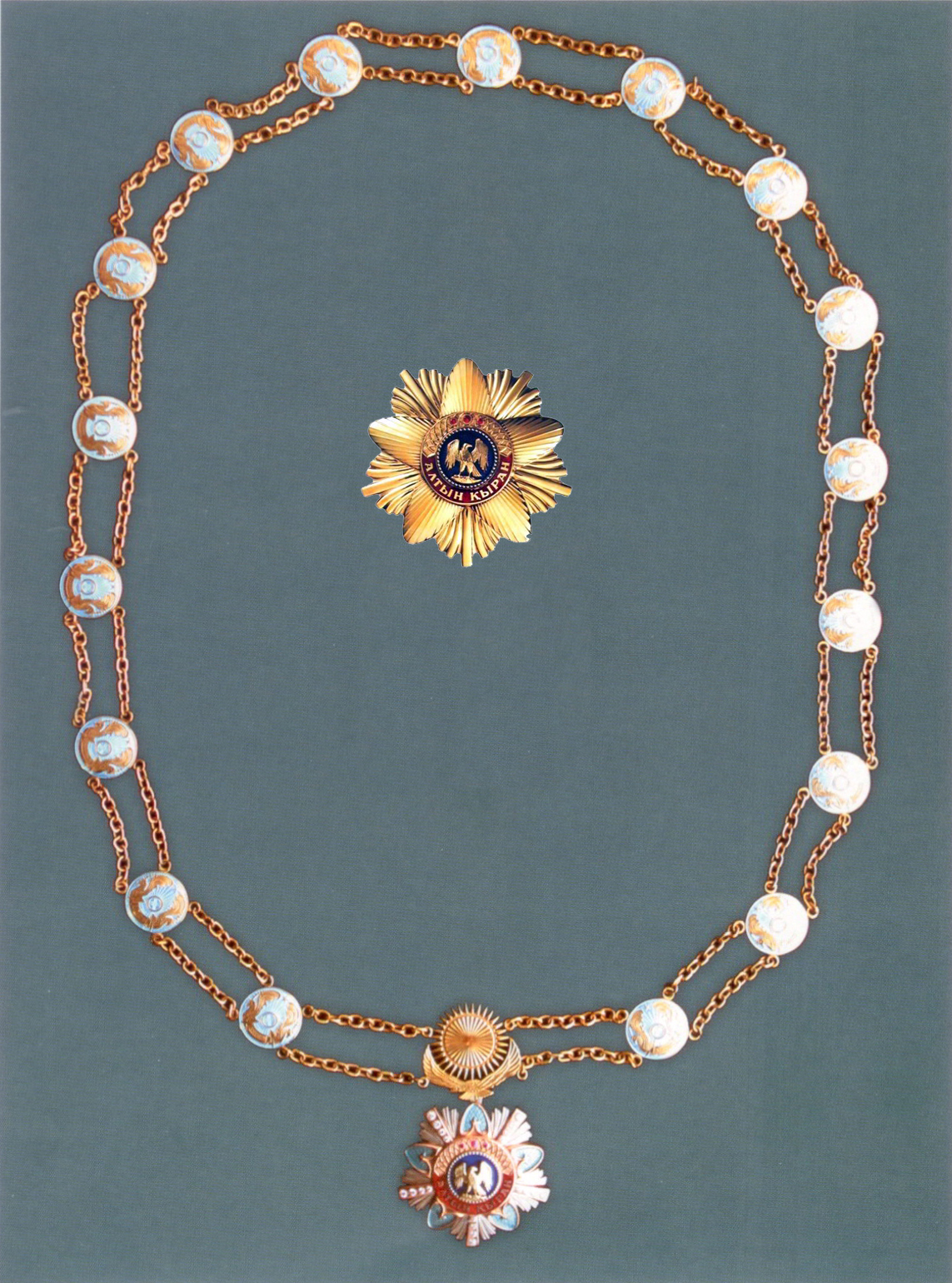
Инсигнии ордена Золотого орла
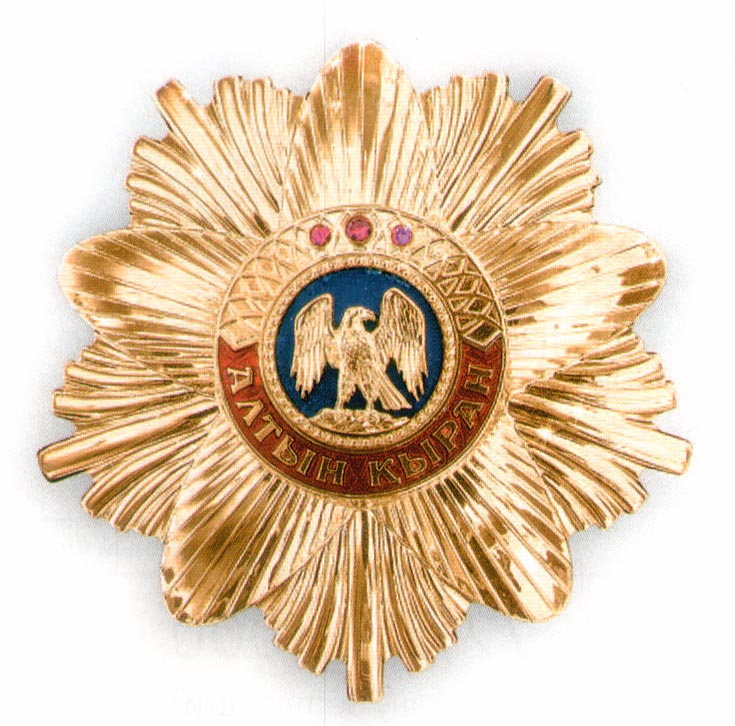
Звезда ордена Золотого орла
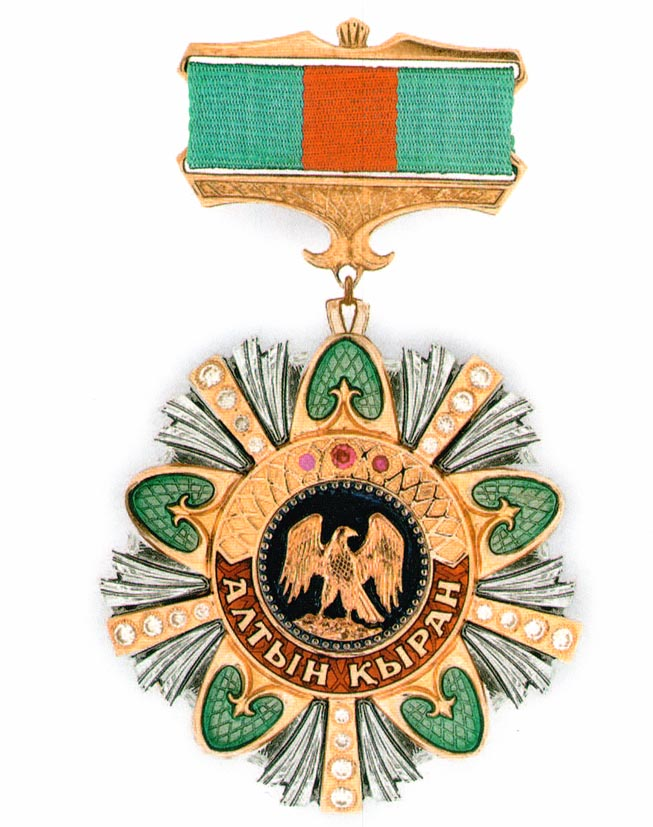
Знак ордена на нагрудной колодке
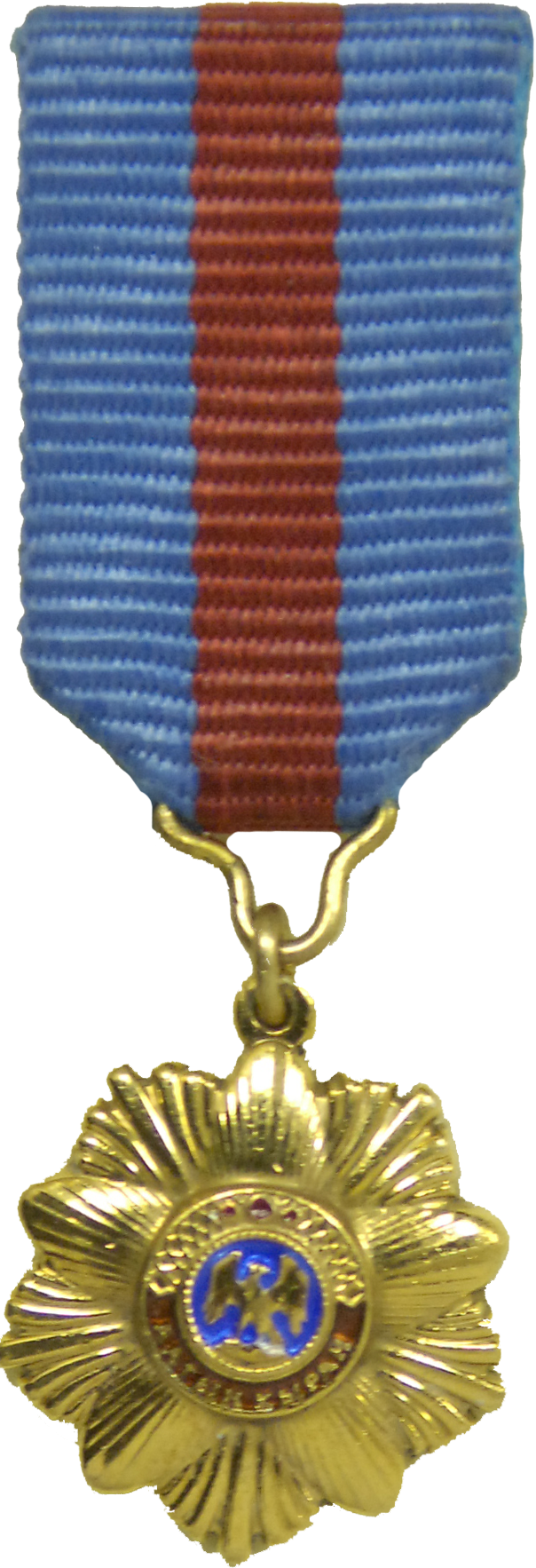
Миниатюра ордена
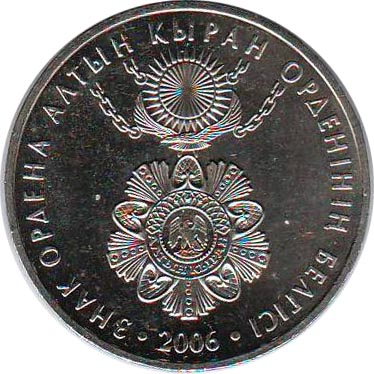
Реверс монеты номиналом в 50 тенге с изображением знака ордена
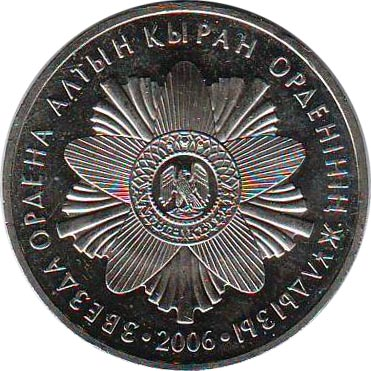
Реверс монеты номиналом в 50 тенге с изображением звезды ордена

## Интересные факты
По состоянию на 2025 год единственными гражданами  Республики Казахстан, имеющими орден Золотого орла специальной степени, являются Нурсултан Назарбаев и Касым-Жомарт Токаев, которая полагается им по закону как президентам страны.